# سالوست

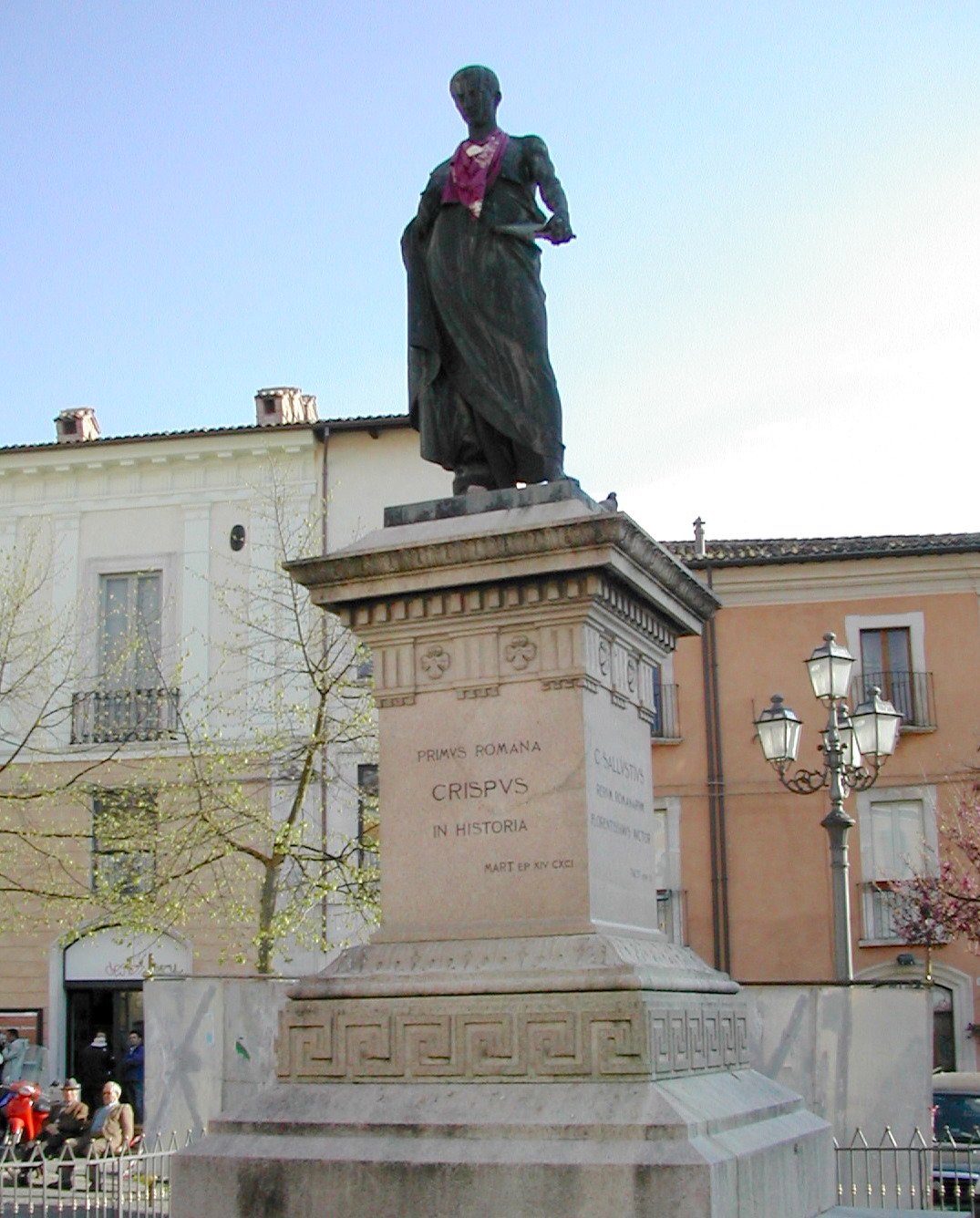
تندیس سالوست در لاکوئیلا

گایوس سالوستیوس کریسپوس (‎/ˈsæləst/‎) مورخ، سیاستمدار و سناتور رومی در دوره جمهوری بود که در سال ۸۶ پیش از میلاد در روستای سابینه در آمیترنوم زاده شد و بعد او به روم آمد و در سال ۳۵ ق. م درگذشت.
او از یک خانواده پلب بود. (اهالی غیربومی روم و فرزندانشان را پلب می‌نامیدند)
وی پس از اخراج از مجلس سنا، در جنگ داخلی ۴۹ قبل از میلاد شرکت کرد و در سپاه سزار علیه پومپیئوس جنگید. پس از شکست پومپیئوس سزار او را دوباره به مجلس سنا فرستاد.
پس از تجربه ناموفق در دولت و در پی مرگ سزار وی از زندگی سیاسی کنار رفت و خود را وقف تدوین آثار تاریخی کرد.
وی را قدیم‌ترین مورخ بزرگ رومی می‌دانند که امتیازش بیشتر مدیون سبک اوست. او آثاری نوشت که می‌توان آنها را تک‌نگاری‌های تاریخی نامید.
در سال ۴۲–۴۳ ق. م توطئه کاتیلینا (در ۶۸ ق. م) را نوشت، و در حدود ۴۰ تا ۳۵ ق. م تواریخ مربوط به حوادث سال‌های ۷۸ تا ۶۶ ق. م روم را نوشت که مفقود شده‌است.

## خوانش بیشتر
- پلب‌ها
- پاتریسین‌ها
- انسان نوین (روم)

متن لاتین با ترجمه انگلیسی:
- at LacusCurtius (J. C. Rolfe, 1921):
  - Bellum Catilinae
  - Bellum Iugurthinum
  - Invectiva in Ciceronem (uncertain authorship, sometimes attributed to Sallust)
  - Oratio ad Caesarem (uncertain authorship)
- کارهای Sallust در پروژه گوتنبرگ (Schmitz and Zumpt, 1848):
  - Bellum Catilinae
  - Bellum Iugurthinum
- at Perseus:
  - Bellum Catilinae
  - Bellum Iugurthinum
- at Attalus.org:
  - Fragmenta Historiarum (translation of selected fragments)
  - Fragmenta Historiarum (Latin text of all surviving fragments)
- at Latin Teaching Materials (2007)
  - Bellum Catilinae

متن لاتین:
- at Latin Library (unknown edition):
  - Bellum Catilinae
  - Bellum Iugurthinum
  - Fragmenta Historiarum
  - Epistolae ad Caesarem
  - Invectiva in Ciceronem